# Huawei Books
Huawei Books (o también conocido como Huawei Libros) es una aplicación desarrollada por Huawei para el sistema operativo HarmonyOS y Android que permite leer libros electrónicos (también llamados e-books). 
Fue lanzado el 25 de enero de 2021 para los dispositivos Huawei a través de la tienda de Aplicaciones de Huawei, la cual es la Huawei AppGallery.
Huawei Books es muy similar a Google Play Books, Incluyendo un amplio catálogo de libros. Fue lanzado como reemplazo de Google Play Books.

## Historia
El 25 de enero de 2021 Huawei comenzó a ofrecer libros electrónicos para ser adquiridos y descargados y leídos en cualquier dispositivo con el sistema operativo HarmonyOS y Android desde Huawei Books.

## Disponibilidad
Huawei Books  se encuentra disponible actualmente en dispositivos con el sistema operativo HarmonyOS y Android, a través de la tienda de Aplicaciones de Huawei, la cual es la Huawei AppGallery.